# Magdalena Živaljić Tadić
Magdalena Živaljić Tadić (Vinkovci, 11. prosinca 1997.) je hrvatska televizijska glumica.

## Životopis
Rođena je 11. prosinca 1997. u Vinkovcima. Vrlo rano preselila se u Vukovar gdje je uz osnovnu školu završila i osnovnu glazbenu školu, smjer klavir.
Srednjoškolsko obrazovanje stekla je u Gimnaziji Vukovar, jezični smjer. 2019. godine završila je preddiplomski studij glume i lutkarstva na Akademiji za umjetnost i kulturu u Osijeku te iste te godine upisuje diplomski studij glume.
Scensko iskustvo dobila je u raznim ispitnim produkcijama i predstavama, a neke od njih su "Igra ljubavi i slučaja", "Galeb", "Bijela kuga".
Za svoje dvije uloge Victorije i Amy u predstavi "Osijek Cabaret" dobila je nagradu za najbolju žensku ulogu na XIV. Gumbekovim danima.
2020. godine pridružuje se udruzi Crveni nosovi kao klaun-doktor.

## Filmografija
Televizijske uloge
| Godine | Naslov  | Uloga          |
| ------ | ------- | -------------- |
| 2021.  | Dar mar | Anđela Jakelić |
| 2024.  | Kumovi  | Amber          |

## Vanjske poveznice
- Magdalena Živaljić Tadić u internetskoj bazi serija i filmova u IMDb-u.